# Jeroen Hoogstraten

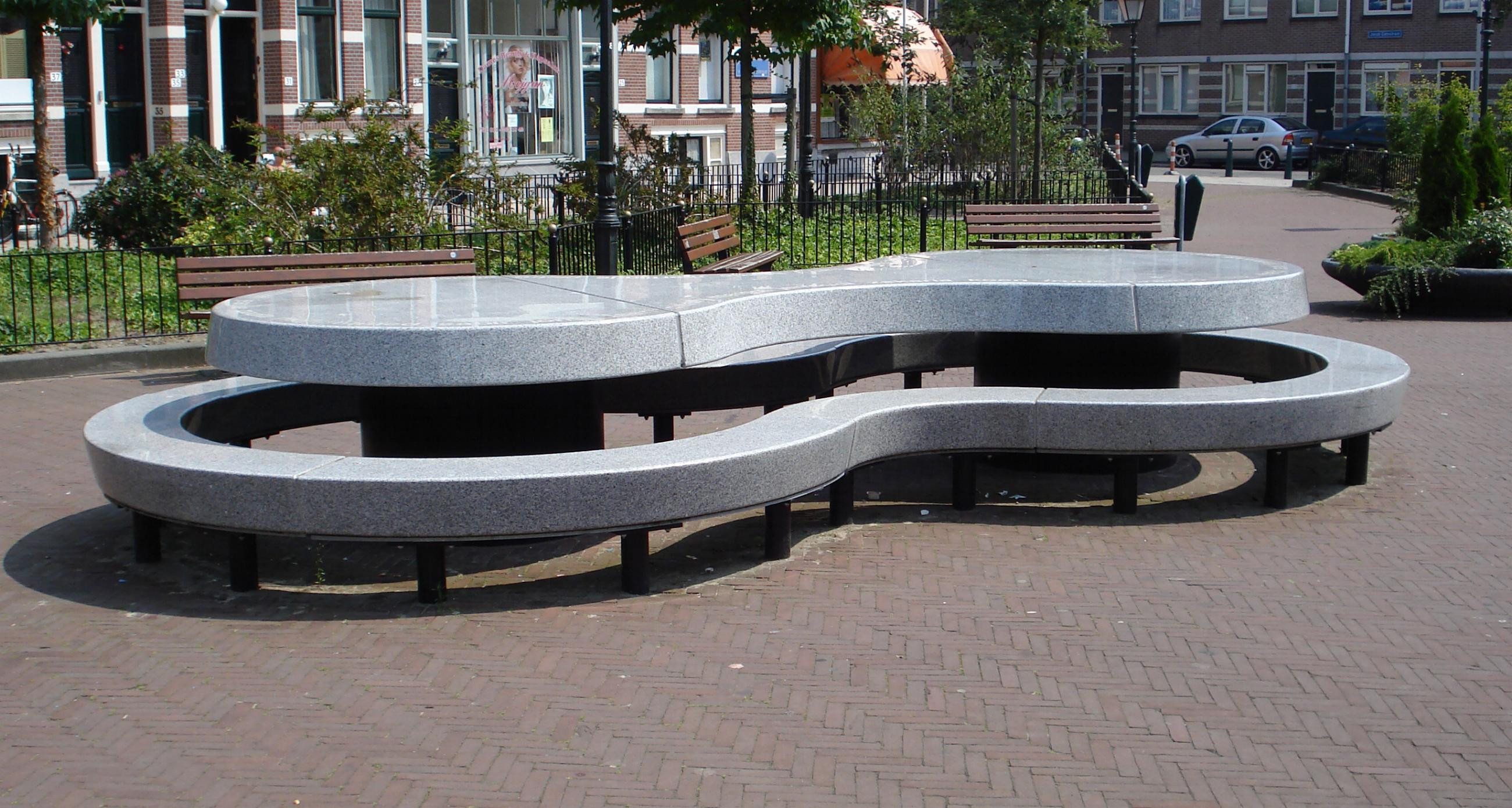
Tafelbank (2006), Brancoplein in Rotterdam

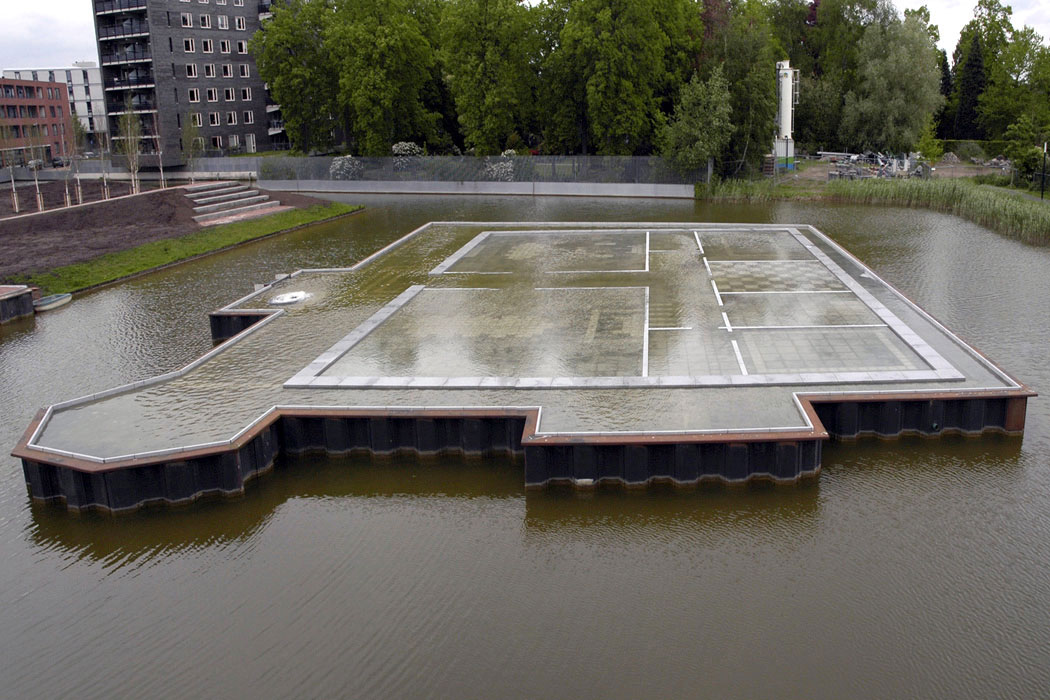
Watereiland Huys Hengelo (2012)

Johannes Michiel (Jeroen) Hoogstraten (Utrecht, 16 december 1968) is een Nederlandse industrieel ontwerper en beeldhouwer.

## Leven en werk
Hoogstraten volgde tot 1993 een opleiding aan de Hogeschool voor de Kunsten Utrecht, afdeling 3D design. De eerste jaren na zijn afstuderen hield hij zich vooral bezig met het maken van exposities, onder andere in W139, Amsterdam, De Fabriek in Eindhoven en Archipel in Apeldoorn. In 1998 nam hij deel aan de 3e Utrechtse Salon en kreeg hij VSB-Prijs beeldende kunst met een ontwerp voor de Stadswinkel in Schiedam.
In het kader van de oplevering van de dijkverzwaring realiseerde hij in 2000 het werk Straathoogtes op de Lekdijk voor het Hoogheemraadschap de Stichtse Rijnlanden. In 2002 maakte hij samen met Wolf Brinkman een houten uitkijktoren voor de Stichting de Noordzee op het Fort bij IJmuiden. Deze toren was in 2003 ook op het Oerol festival te zien.
Hoogstraten houdt zich vooral bezig met het uitvoeren van kunsttoepassingen voor de binnen- en buitenruimte. Zijn opdrachtgevers zijn onder andere scholen, de Rijksgebouwendienst en diverse gemeentes.
In 2011 en 2012 heeft hij het kunstwerk Watereiland Huys Hengelo geplaatst boven op de funderingsresten van het voormalige Huys Hengelo.
De kunstenaar woont en werkt in Rotterdam.